# 崔竹松

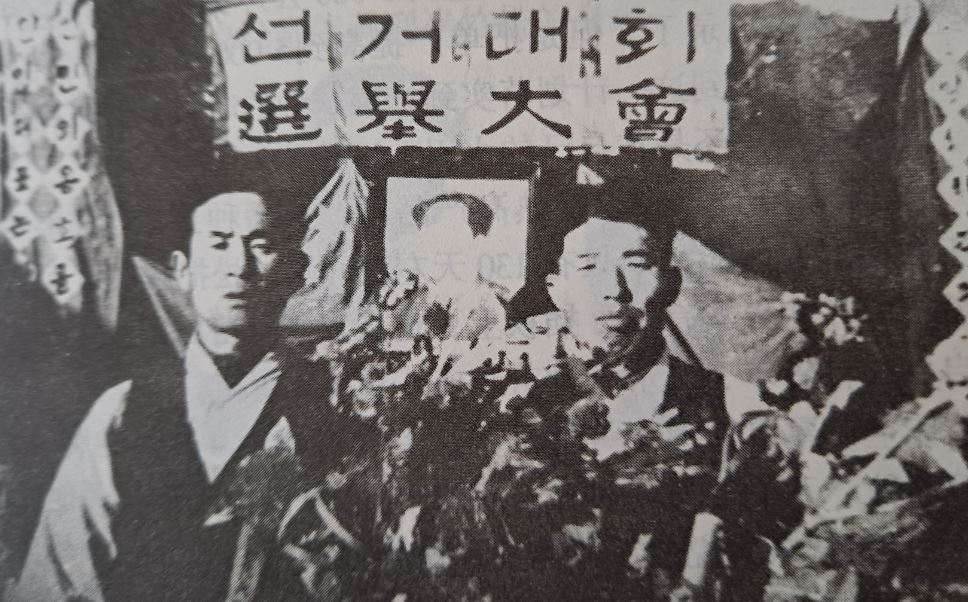
崔竹松（左）和农民代表

崔竹松（1915年12月10日—1973年10月11日），朝鲜族，中华人民共和国早期水稻专家，吉林省农科院和中国农科院聘特约研究员，全国劳动模范，1965年因解决了北方水稻种植的一些重要技术问题获国家科委重大技术成果奖，1978年获全国科学大会奖。:609
1964年9月，时任中华人民共和国国务院副总理谭震林在全国农业会议上将崔竹松和陈永康称为“南陈北崔”两位著名农民水稻专家。:555:1819

## 早年
1915年12月10日，崔竹松出生于日占朝鲜咸镜北道茂山郡，1922年随家人前往吉林省和龙县务农。1925年他的母亲病故后，他的父亲返回朝鲜。他在和龙县跟随叔父务农。1927年，他加入中国共产党领导下的少年先锋队。1930年，他回朝鲜寻找父亲，后于1940年携家人落户延吉市新丰村。1945年10月，他参加了中共领导的“民主大同盟”。1946年，他参加了保卫和巩固东满根据地的斗争，任长白乡支前队长:554:530。

## 模范互助组
1947年，崔竹松响应中共号召，主动与4户贫下中农和烈士家属组建村里首个互助组。由于缺少人力和畜力，这些农户以往只进行粗放耕作，靠天吃饭。通过施肥和深耕细作，他在第一年便使互助组的水稻产量从每公顷1,000公斤提高到2,500公斤，成为村里的水稻状元。1948年，他的互助组扩大到21户。通过推广插秧取代直播，互助组的水稻产量在第二年达到了每公顷3,500公斤。:420-421:530
1950年春，崔竹松引进了高产水稻品种“元子2号”。不过这是个需要一百四十多天生长期的晚熟品种，而当地只有135天的无霜期。为解决这个难题，他改每年5月水床育苗为4月旱床育苗。当年他的“元子2号”试验田打出了每公顷6,000公斤的稻米，创造了长白山区水稻产量的纪录。:421-423:107-108

## 水稻专家
1952年，崔竹松的互助组已经发展成为新丰村农业生产合作社。崔竹松任合作社主任。通过试验，他总结出最佳的土地改良方法，还根据水稻不同的生长期推行了三角式的密植插秧和浅-深-浅的灌溉法，使水稻的每公顷产量达到7,875公斤的新纪录。此外，他还修建了120平方米的科学实验站和三级种子田基地，每年生产出大量早熟、中熟、晚熟优良稻种，供应给延边和东北地区。此外，他还解决了水稻倒伏等问题，形成“选育良种，适时早播，合理密植，合理施肥，科学管水”等水稻高产技术。:423-424:108-110
1956年4月，农业部考察组对崔竹松的水稻生产进行了考察，并给予充分肯定。同年7月20日，《人民日报》刊登了考察组的文章，并发表了题为“谁说北方不能种水稻”的社论。1957年，崔竹松被评为全国劳动模范。1962年周恩来考察延边时，崔竹松的水稻丰产技术得到了总理的赞扬。1963年，《崔竹松水稻丰产技术》一书出版。1964年，他的水稻丰产技术获得国家科委重大技术成果二等奖，先后4次获国务院丰产奖。1965年，崔竹松在全国农村科学实验会议上被誉为“农民水稻专家”。时任中华人民共和国国务院副总理谭震林说：“在我国有两位著名的农民水稻专家，这就是南陈（陈永康）北崔（崔竹松）”。此后，崔竹松被吉林省农科院和中国农科院聘为特约研究员，并先后当选延边州人民政府委员、常委委员、吉林省监察委员和人民代表。:555:216

## 文革及以后
文化大革命时期，崔竹松被扣上“反动技术权威”、“走资本主义道路的当权派”等罪名，遭到批斗。1968年，他被“解救”后开始开展“北方水稻区战胜低温冷害”和推广水稻稳产高产技术的工作。1970年，他通过旱床育苗将水稻育种期提前到了四月初。1971年，他再次被评为全国劳动模范。1971和1972年，他的试验田在低温情况下获得了每公顷5,766.5公斤和6,177.5公斤的高产。他的科研小组将研究成果写成《战胜低温冷害，水稻稳产高产》的论文，在全国水稻科学研究协作会上宣讲:426:531。1972年，崔竹松因积劳成疾住进吉林省人民医院，后于1973年10月11日病故:555。

## 著作
- 吉林省农业科学院作物所：《崔竹松水稻丰产技术》吉林人民出版社 1963